# Amblyteles varipes
Amblyteles varipes là một loài tò vò trong họ Ichneumonidae.